# Anton Szandor LaVey
 (avril 2016).
Si vous disposez d'ouvrages ou d'articles de référence ou si vous connaissez des sites web de qualité traitant du thème abordé ici, merci de compléter l'article en donnant les références utiles à sa vérifiabilité et en les liant à la section « Notes et références ».
Pour les articles homonymes, voir Lavey.
Anton Szandor LaVey, de son vrai nom Howard Stanton Levey, surnommé dès son plus jeune âge Tony Lavey, né le 11 avril 1930 à Chicago et mort le 29 octobre 1997 à San Francisco, est le fondateur de l'Église de Satan et l’auteur de l'ouvrage La Bible satanique, publié en 1969 et traduit en français en 2006.
Lavey prônait un satanisme fondé sur le pouvoir de l'individu et l'indulgence à l'égard des plaisirs terrestres. Il voyait Satan non comme une entité d'essence spirituelle, mais comme un symbole littéraire des valeurs terrestres de ce monde. Il proclama l'an premier de l'ère satanique le 30 avril 1966, pendant la nuit de Walpurgis. Cette même année, il fonda l'Église de Satan.

## Biographie
Natif de Chicago, LaVey est le fils de Gertrude Augusta Coulton et de Michael Joseph Lavey, un marchand d'alcool originaire du Nebraska. Sa famille déménagea alors qu'il était encore enfant en Californie, ainsi il passa la majeure partie de son enfance à San Francisco, ville qu'il quitta ensuite pour Globe dans l'Arizona. D'après sa biographie, ses ancêtres sont des juifs ashkénazes originaires de France (Alsace), d'Allemagne, de Russie et de Roumanie (cependant sa biographie officielle est contestée par certains généalogistes). Son grand-père, Leon Levy, marchand de cigares né à Paris, émigra en 1886, où il épousa Emma Goldsmith, également ashkénaze. Ses parents essayèrent de développer ses capacités musicales en lui faisant essayer divers instruments, notamment l'orgue.
Jeune, il développe un intérêt pour la littérature gothique telle que Dracula ou Frankenstein. Il dévore également les pulps, et deviendra plus tard ami avec les auteurs de ces bandes dessinées. Il regarde aussi des films noirs et s'éprend pour l'expressionnisme allemand des années 1930.
Peu studieux, il abandonne les études à seize ans (il fréquentait le lycée du Mont Tamalapais dans le Comté de Marin), fréquente le milieu du cirque, et joue de l'orgue ou du piano dans les maisons burlesques à Los Angeles. Il prétend avoir eu une courte relation à cette époque avec Marilyn Monroe alors que celle-ci n'était pas encore connue. Lorsqu'il revient vivre à San Francisco, il travaille brièvement comme photographe pour la police, puis s'inscrit au City College de San Francisco en criminologie pour éviter l'appel à la guerre de Corée, deux éléments biographiques qui n'ont pas pu être vérifiés. Il lui arrive alors de jouer les enquêteurs psychiques pour la police sur les crimes semblant relever d'une forme de spiritualisme.
Il mentionna que le fait de voir tant de personnes attendre avec impatience la nuit du samedi soir en pensant aux écarts de conduite qu'ils allaient faire et de les voir le lendemain prier à l'église, lui donna une vision très cynique de la religion.
LaVey se marie avec Carole Lansing avec qui il eut sa première fille, Karla LaVey, née en 1952. Ils divorcèrent en 1960 après que LaVey eut commencé une relation avec Diane Hegarty. Hegarty et LaVey ne se sont jamais mariés mais ils ont vécu ensemble pendant plusieurs années. Il eut avec elle une seconde fille, Zeena Galatea LaVey, née en 1963.
Devenu une célébrité locale grâce à ses recherches sur le paranormal et à ses prestations d'organiste, il essaya d'attirer les notables de San Francisco à ses soirées.
LaVey commença à présenter le vendredi soir des lectures sur le thème de l'occulte dans un cercle appelé le « Magic Circle ». Un membre de ce cercle proposa de jeter les bases d'une nouvelle religion. Le 30 avril 1966, il déclarait la fondation de l'Église de Satan. Cet événement attira l'attention des médias qui se mirent à le surnommer le « pape noir ». LaVey commença à présider des cérémonies de baptêmes sataniques (ce qu'il fit sur sa fille Zeena) et de funérailles sataniques.
À la fin des années 1960 et au début des années 1970, LaVey s'inspira des idées d’Ayn Rand et Aleister Crowley pour écrire la Bible satanique, livre qui rassemblait les thèses de l'Église de Satan. Il réside dans le quartier du Richmond (6114 California St) à San Francisco où il héberge un lion nubien. En 1967, il y baptise sa fille dans un rituel satanique impliquant la présence d'une femme nue. Il est également consultant spiritualiste et conseille sur les phénomènes surnaturels. Anton Szandor LaVey affirme également avoir joué le diable dans la scène de viol du film Rosemary's Baby.
Il meurt le 29 octobre 1997, à l'âge de 67 ans, d'une attaque cardiaque et d'un œdème pulmonaire. Il est incinéré à la Chapelle Memorielle de Woodlawn en Floride le 4 novembre.

## Publications
- 1969 : La Bible satanique (The Satanic Bible) Publié en français en 2006, l'ouvrage pose les bases du Satanisme LaVeyen.
- 1971 : La Sorcière Satanique (en) (The Compleat Witch, réédité sous le nom The Satanic Witch en 1989) Publié en français en 2009, ce livre est destiné aux femmes désirant mettre à profit leurs dons magiques naturels.
- 1972 : Les Rituels sataniques (en) (The Satanic Rituals) Publié en français en 2007, le livre développe les différents rituels sataniques.
- 1992 : Les Carnets du Diable (en) (The Devil's Notebook) Publié en français en 2010, ce livre est une suite de La Bible Satanique où A. Lavey développe les principes sataniques au travers de ses observations sous forme d’essais.
- 1998 : Paroles de Satan (en) (Satan Speaks!), introduction par Blanche Barton, avant-propos par Marilyn Manson Publié en 2008, le livre regroupe ses observations sur le monde.

## Filmographie
- 1969 : Sorcellerie, Magie et Messes noires (Angeli bianchi... angeli neri) de Luigi Scattini
- 1975 : La Pluie du diable (The Devil's Rain) de Robert Fuest